# Уйская пограничная линия
Уйская укрепленная пограничная линия — система казачьих укреплений и редутов, созданных в период с 1739 по 1743 гг., с целью расширения территорий Российской империи в пределах обитания местных народностей (киргиз-кайсаков и ногайцев и пр.). Линия начиналась на реке Яик от Верхне-Яицкой крепости (ныне г. Верхнеуральск) и заканчивалась на реке Тобол крепостью Звериноголовской. Уйская укрепленная линия имела девять крепостей и столько же редутов. Делилась линия на две дистанции: Верхне-Уйскую и Нижне-Уйскую. В первую дистанцию, Верхне-Уйскую, входило 8 укреплений. Это крепости Верхне-Яицкая, Углы-Карагайская, Петропавловская, Степная, а также редуты Свияжский, Ерзединский, Подгорный и Санарский. В ведомства Нижне-Уйской дистанции входило 10 укрепленных мест: крепости Троицкая, Каракульская, Крутоярская, Усть-Уйская, Звериноголовская; редуты Ключевский, Березовский, Луговой, Кочердыкский и Озерный.

## История
Российские укреплённые линии — система обороны границ и приграничных районов, заключавшаяся в возведении укреплённых пограничных, сторожевых, оборонительных, кордонных, береговых линий и засечных черт на окраинах Российского государства в XVI—XIX веках для удержания контролируемых территорий государства.
С присоединением казахских земель к России в XVIII веке была организована Оренбургская укрепленная пограничная линия. В период с 1739 по 1743 годы, были организованы Верхне-Уйская и Нижне-Уйская дистанции Оренбургской пограничной линии. «Начиная с верховья Уя, в дистанцию входили Верхне-Уйская, Петропавловская, Степная крепости и Подгорный редут». Названные укрепленные пункты (за исключением Верхне-Уйской) в середине мая 1774 были взяты войском Е. И. Пугачева в ходе его наступления от Белорецкого завода к Троицкой крепости. К Нижне-Уйской дистанции относились крепости: Троицкая, Каракульская, Крутоярская и Усть-Уйская. «Между крепостями были построены редуты: Ключевской, Луговской, Кочердыкский и Озерный. Заселение края продолжалось. С постройкой Нижне-Уйской дистанции укреплений усилился приток населения в междуречье Миасса и Уя. Здесь были основаны крестьянские слободы: Куртамышская (1745 г.), Таловская (1747 г.), Каминская (1749 г.), чему предшествовало прошение Окуневских государственных крестьян в Оренбургскую губернскую канцелярию».